# Gary Duncan
Gary Duncan, nom de scène de Gary Ray Grubb (né le 4 septembre 1946 à San Diego en Californie et mort le 29 juin 2019 à Woodland en Californie), est un musicien américain, guitariste de The Brogues puis de Quicksilver Messenger Service, où sa collaboration avec John Cipollina donne le son unique légendaire du groupe.

## Biographie
- Si vous ne connaissez pas le sujet, laissez ce bandeau (vous pouvez alors contacter les auteurs).
- Si vous supprimez le contenu mis en cause (vous pouvez préalablement contacter les auteurs),

argumentez précisément cette suppression dans la page de discussion
(un manque de référence n'est pas un argument ; une recherche réelle de référence doit avoir été effectuée, être formellement documentée).
Lycéen, il participe à la scène garage rock qui émerge au début des années 1960. En 1964, il est de la fondation de The Brogues avec le batteur Greg Elmore, le futur batteur de Quicksilver Messenger Service, jusqu'à la dissolution du groupe en 1965.
Fin 1965, ils reçoivent une invitation de John Cipollina pour une audition en vue de former Quicksilver Messenger Service. 
En 1969, après deux albums, Duncan quitte le groupe pour prendre, dit-il, une année sabbatique. Il revient en 1970 avec Dino Valente qui a donné un son plus
Folk rock au groupe.
À partir de 1971, Gary Duncan prend la place de principal guitariste du groupe, au côté de Dino Valenti qui devient le principal compositeur et parolier de Quicksilver. John Cipollina ne quitte pas le groupe mais travaille en parallèle sur d'autres projets (Copperhead), tout comme David Freiberg (projets de Paul Kantner et Grace Slick puis Jefferson Starship). Gary Ducan et Dino Valente composent désormais l'ossature stable de Quicksilver et assurent des concerts en Amérique du Nord jusqu'à la fin des années 1970.
Dans le milieu des années 1980, Gary Duncan relance le nom de Quicksilver et fait une tournée avec son propre groupe. 
Dans les années 1990, il baptise ce groupe du nom de Quicksilver, tout en étant le seul membre originel. Après les attentats du 11 septembre 2001, Duncan arrête les spectacles et démolit son studio pour des raisons financières. 
Il reprend la musique en 2004 avec la parution des disques de Quicksilver durant les années 1980 et 90. 
En 2006, il reforme Quicksilver Messenger Service avec David Freiberg, pour tourner jusqu'à la fin des années 2010.